# Арадо Ar 66
Арадо Ар 66 је био једномоторни, двоседни, тренажни двокрилац, развијен 1932. године. Поред тренажне улоге, коришћен је и у ноћним бомбардерским акцијама на Источном фронту.

## Историја
Последњи пројекат немачког конструктора Валтера Ретхелма био је извиђачко-тренажни авион Арадо Ar 66. Први модел Ar 66a, замишљен је да буде ловац. Ипак су летне карактеристике указале, да он не одговара улози ловца. Први лет Ar 66a обавио је 1932. године. Следећа варијанта авиона, била је Ar 66b. У ствари то је била модификација Ar 66a, само је имала пловке. Укупно је направљено 10 авиона тог модела. Заједно са произвидњом модела Ar 66b, кренула је и производња модела Ar 66c.
Авиони Арадо Ar 66 су се показали као изванредни за обуку пилота бомбардера и јуришних авиона. У тој улози су мање или више остали до 1942. године, када су заједно са авионима Го 145 укључени у ескадриле ноћних бомбардера на источном фронту. Многе земље са којима је Немачка била савезник, имале су ове авионе у свом ваздухопловству.

## Производња
У периоду од 1934. до 1940. године произведено је више од 6.000 авиона (поједини аналитичари наводе цифру од скоро 10.000 авиона)